# Economy (film 1917)
Economy è un cortometraggio muto del 1917 diretto da W.P. Kellino.

## Trama
Una famiglia cerca di fare delle economie.

## Produzione
Il film fu prodotto dalla Homeland.

## Distribuzione
Distribuito dalla Globe, il film - un cortometraggio in due bobine - uscì nelle sale cinematografiche britanniche nel marzo 1917.